# Liste von Persönlichkeiten aus Cadenazzo
Diese Liste enthält in Cadenazzo geborene Persönlichkeiten und solche, die in Cadenazzo ihren Wirkungskreis hatten, ohne dort geboren zu sein. Die Liste erhebt keinen Anspruch auf Vollständigkeit.

## Persönlichkeiten
(Sortierung nach Geburtsjahr)
- Familie Olgiati. [1]
  - Giovanni Olgiati (* um 1770 in Cadenazzo; † nach 1838 ebenda), Politiker, Tessiner Grossrat[1]
  - Carlo Olgiati (1824–1889), Politiker und Jurist, Tessiner Grossrat und Ständerat
  - Camillo Olgiati (1876–1940), Politiker, Tessiner Grossrat und Staatsrat
  - Libero Olgiati (* 7. November 1908 in Cadenazzo; † 4. Juni 1986 in Giubiasco), Gemeindepräsident, Nationalrat[2]
  - Ottorino Olgiati (* 13. September 1913 in Bellinzona; † 3. Juni 1972 in Locarno, Maler, Restaurator[3]

- Fulvio Caccia (* 1942), Ingenieur, Politiker.
- Michel Poletti (* 1951), Puppenspieler, Schauspieler, Regisseur[4]
- Loredana Selene Ricca (* 13. April 1951 in Bellinzona) (Bürgerort Cadenazzo), Malerin, Textilbildhauerin, Radiererin[5]
- Fiorenzo Lafranchi (* 28. November 1957 in Cadenazzo; † 19. August 1995 in Warschau), Anarchist, Erzieher, Verleger, Ehemann der polnischen Artistin Margherita Turewicz-Lafranchi